# Marek Ronec
Marek Ronec (16. února 1965 Sokolov – 9. prosince 2013 Praha) byl český divadelní a televizní herec, který ztvárnil především záporné role.
Jako herec začínal ve Slezském divadle v Opavě a poté v Činoherním studiu v Ústí nad Labem. Později hrál v pražském Divadlu Rokoko a v poslední době v Divadlu na okraji. Na Letních shakespearovských slavnostech si v roce 2012 zahrál ve hře Richard III postavu Edwarda. Za klíčové role své divadelní kariéry považoval Yossariana (Hlava XXII), Macduffa (Macbeth) a Geryho Marka Gilmora (Katova píseň).
Ronec byl dvakrát ženatý. V prvním manželství se mu narodil syn Marek a ve druhém syn Eduard Prokop a dcera Ester. Zemřel v pražské Nemocnici Na Bulovce.

## Filmografie
- 2013 Sanitka 2 (tv seriál)
- 2010 Cesty domů (tv seriál)
- 2010 Doktor pro zvláštní případy (tv film)
- 2010 Domina (tv film)
- 2009 Les mrtvých (tv film)
- 2009 Přešlapy (tv seriál)
- 2008 Expozitura (tv seriál)
- 2008 Kriminálka Anděl (tv seriál)
- 2007 Nemocnice na kraji města - nové osudy (tv seriál)
- 2004 Agentura Puzzle: Pohřeb (tv film)
- 2004 Milenci & Vrazi
- 2003 Nemocnice na kraji města po dvaceti letech (tv seriál)
- 2003 Smrt pedofila (tv film)
- 2001 O ztracené lásce (tv seriál)
- 1999 Sourire du clown, Le
- 1999 Specialita šéfkuchaře (tv film)
- 1999 Zimní víla (tv film)
- 1998 Motel Anathema (tv seriál)
- 1995 Hříchy pro diváky detektivek (tv seriál)
- 1995 Muž v pozadí (tv seriál)
- 1995 Netrpělivost srdce (tv film)
- 1994 Z hříček o královnách: Jeden den velkokněžny (útržek ruský) (tv film)
- 1993 Noc rozhodnutí (tv film)
- 1992 Temná komora (tv film)
- 1991 Nebe, peklo, ráj (tv film)